# Monia Chokri

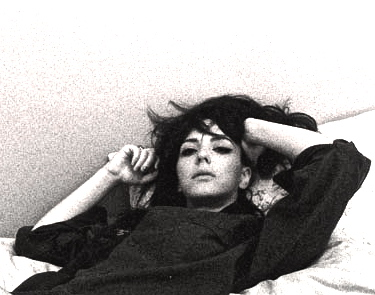
Monia Chokri

Monia Chokri (* 27. Juni 1982 in Québec) ist eine kanadische Schauspielerin und Filmregisseurin.

## Leben
Monia Chokri wurde 1982 in Québec geboren und absolvierte ihre Ausbildung zur Schauspielerin am Conservatoire d’art dramatique in Montreal. Ihre Mutter ist schottischer Abstammung mit skandinavischen Wurzeln, ihr Vater entstammt der tunesischen Berber-Tradition. Xavier Dolan verortete die leidenschaftliche Spielweise ihres Charakters auf ihre arabische Herkunft.
Zunächst spielte sie in mehreren Theaterproduktionen in Montreal mit, bevor sie 2007 ihr Kinodebüt in L’Âge des ténèbres von Denys Arcand gab. 2010 wirkte sie als Marie in Herzensbrecher (Heartbeats) mit. Darin verliebt sich ihre Rolle in den gleichen Mann wie ihr schwuler Freund Francis, gespielt von Xavier Dolan. Ihre schauspielerische Darbietung wurde von Kritikern, unter anderem von Le Monde, positiv hervorgehoben.
Ihr Debüt als Regisseurin, der Kurzfilm Jemand ganz besonderes (Quelqu’un d’extraordinaire), wurde 2013 veröffentlicht und gewann neben den Prix Jutra für den besten Kurzfilm, auch internationale Preise, beispielsweise beim Festival South by Southwest in Austin. Für Die Frau meines Bruders (La femme de mon frère) führte sie 2019 erstmals bei einem Spielfilm Regie. Dessen Premiere wurde bei den Filmfestspielen von Cannes gezeigt.

## Filmografie (Auswahl)
- 2007: L’âge des ténèbres
- 2010: Herzensbrecher (Les amours imaginaires)
- 2011: Mirador (Fernsehserie, 6 Folgen)
- 2012: Laurence Anyways
- 2012: Clémenceau (Fernsehfilm)
- 2013: Gare du Nord
- 2014: Für immer dein (Je suis à toi)
- 2014–2015: Nouvelle adresse (Webserie, 6 Folgen)
- 2015: Endorphine
- 2015: The Saver
- 2016: Die Lebenden reparieren (Réparer les vivants)
- 2017: Compte tes blessures
- 2017: Hungrig (Les affamés)
- 2018: Emma Peeters
- 2018: Pauvre Georges!
- 2019: Die Frau meines Bruders (La femme de mon frère / Buch und Regie)
- 2019: We Are Gold
- 2019: Avant qu’on explose
- 2019: On ment toujours à ceux qu’on aime
- 2019: Fragile (Fernsehserie, 10 Folgen)
- 2022: Babysitter (auch Regie)
- 2022: Falcon Lake
- 2023: Simple comme Sylvain
- 2025: Mercato
- 2025: Love Me Tender
- 2025: Des preuves d'amour